# Санъин
Санъи́н (яп. 山陰地方) — регион на юго-западе Хонсю, главного острова Японии. Включает северную часть Тюгоку.
Имеет длинную береговую линию и простирается на юг от Японского моря до гор Тюгоку. Рельеф гористый с небольшими равнинами. От более северного региона Хокурику отличается менее суровым климатом, однако для местных зим характерны мощные осадки, типичные для прибрежных зон.
На японском языке название состоит из двух символов кандзи — «гора» (яп. 山 сан) и «инь» (яп. 陰 ин) концепции Инь и ян. Означает северную теневую сторону гор в отличие от «ян» — южной противоположной солнечной области Санъё.

## История
В регионе сохранились древние руины периодов палеолита, Дзёмон (14-е тысячелетие до н. э. — III век до н. э.) и Яёй (III век до н. э. — 250 год н. э.). Городище Мукибанда периода Яёй у подножья горы Дайсен в посёлке Дайсен и городе Йонаго префектуры Тоттори является крупнейшим в Японии. Даже частичные раскопки указывают на то, что Санъин был региональным центром правления в тот период. Город Идзумо известен как родина мифов религии синто, святилище Идзумо тайся в префектуре Симане является одним из самых древних и важных синтоистских японских святилищ. Восточная часть префектуры с давних пор имела культурные и экономические связи с азиатским материком.

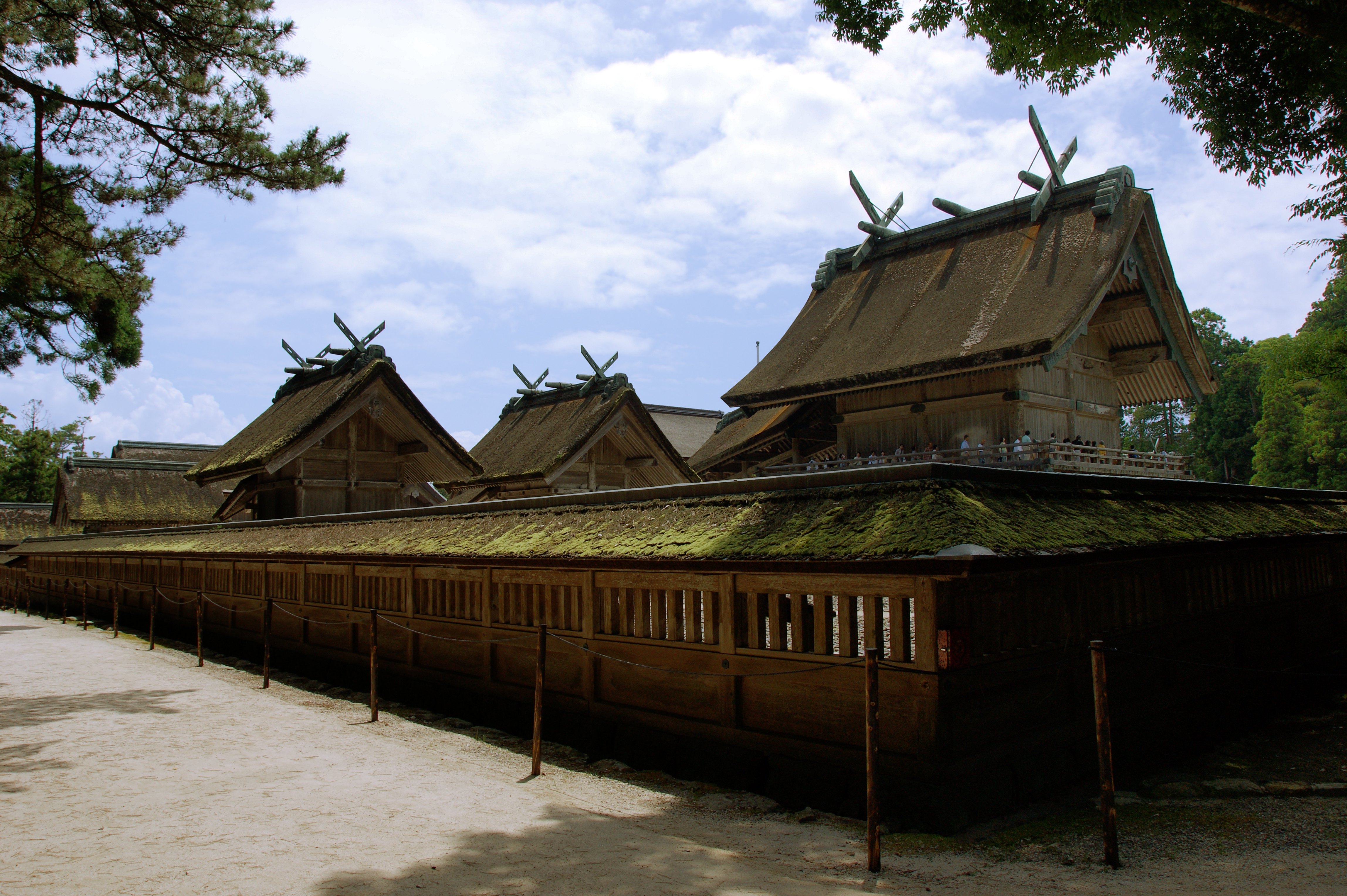
Святилище Идзумо тайся

Санъин соответствует Санъиндо — одному из семи древних «путей» по системе Гокиситидо периода Асука (538—710) в рамках правовой системы рицурё, который являлся основной дорогой через регион, соединяющей его с Киото. До периода Мэйдзи Санъин охватывал исторические провинции Тамба, Танго, Тадзима, Инаба, Хоки, Идзумо, Ивами и Оки.
Маршрут Санъиндо использовался для снабжения армии в многочисленных военных конфликтах после периода Асука, но чаще служил в качестве транспортного пути при товарообороте и достиг своего наивысшего значения в период Эдо (1603—1867). Кроме того, средневековые военные феодалы даймё использовали его для санкин котай в город Эдо.
В настоящее время Санъин не является административной единицей, его современное территориальное положение соответствует префектурам Симане, Тоттори и северной части Ямагути. Иногда сюда относят северные области префектур Хиого и Киото. Японская национальная дорога № 9, местная скоростная автострада и направление Санъин West Japan Railway Company следeут историческим маршрутом Санъиндо, на котором встречаются сохранившиеся почтовые станции сюкуба.
Санъин с его сельским ландшафтом расположен вдалеке от промышленных и культурных центров Японии, в связи с чем экономически менее развит, но как аграрный регион производит достаточно большой объём сельскохозяйственной продукции. Тоттори и Симане наименее заселённые среди префектур, только их столицы — города Тоттори и Мацуэ — имеют население более 100 тысяч человек. Обширные прибрежные и горные районы региона находятся под охраной и очень популярны у туристов.
В начале XX века в регионе была сосредоточена одна из линий по восстановлению исконно японской породы собак сиба-ину.